# Bocconia vulcanica
Bocconia vulcanica är en vallmoväxtart som beskrevs av J. D. Smith. Bocconia vulcanica ingår i släktet Bocconia och familjen vallmoväxter. Inga underarter finns listade i Catalogue of Life.